# Dreieich
Dreieich is een gemeente in de Duitse deelstaat Hessen, en maakt deel uit van de Landkreis Offenbach.
Dreieich telde op de peildatum van de meest recente statistiek 41.996 inwoners.

## Indeling van de gemeente
De gemeente is in 1977 ontstaan als fusiegemeente tussen vijf plaatsen, die sindsdien stadsdelen (Stadtteile) van Dreieich zijn, te weten:
- Sprendlingen
- Buchschlag, 2 à 3 kilometer ten westen van Sprendlingen
- Dreieichenhain, 2 à 3 kilometer ten zuidoosten van Sprendlingen
- Götzenhain,  2 kilometer ten oosten van Dreieichenhain
- Offenthal, 3 kilometer ten zuidoosten van Götzenhain.

Het gemeentebestuur is gevestigd in een modern gebouw midden in Sprendlingen.

### Bevolkingscijfers per stadsdeel
Peiljaar: 2020, op welke datum van dat jaar is niet bekend. Inclusief tweede-woningbezitters.
- Sprendlingen: 22.198
- Buchschlag: 2.907
- Dreieichenhain: 8.283
- Götzenhain: 4.855
- Offenthal: 5.200.

Totaal gehele gemeente: 43.443 personen.

### Wapensvan de vijf stadsdelen

Sprendlingen
Buchschlag
Dreieichenhain
Götzenhain
Offenthal

## Naburige gemeentes
- In het noordoosten: Offenbach en iets verderop Frankfurt am Main
- In het noorden: Neu-Isenburg
- In het zuidwesten: Langen
- In het zuiden: Messel in de Landkreis Darmstadt-Dieburg
- In het zuidoosten: Rödermark
- In het oosten: Dietzenbach
- In het noordoosten: Heusenstamm

## Verkeer en vervoer

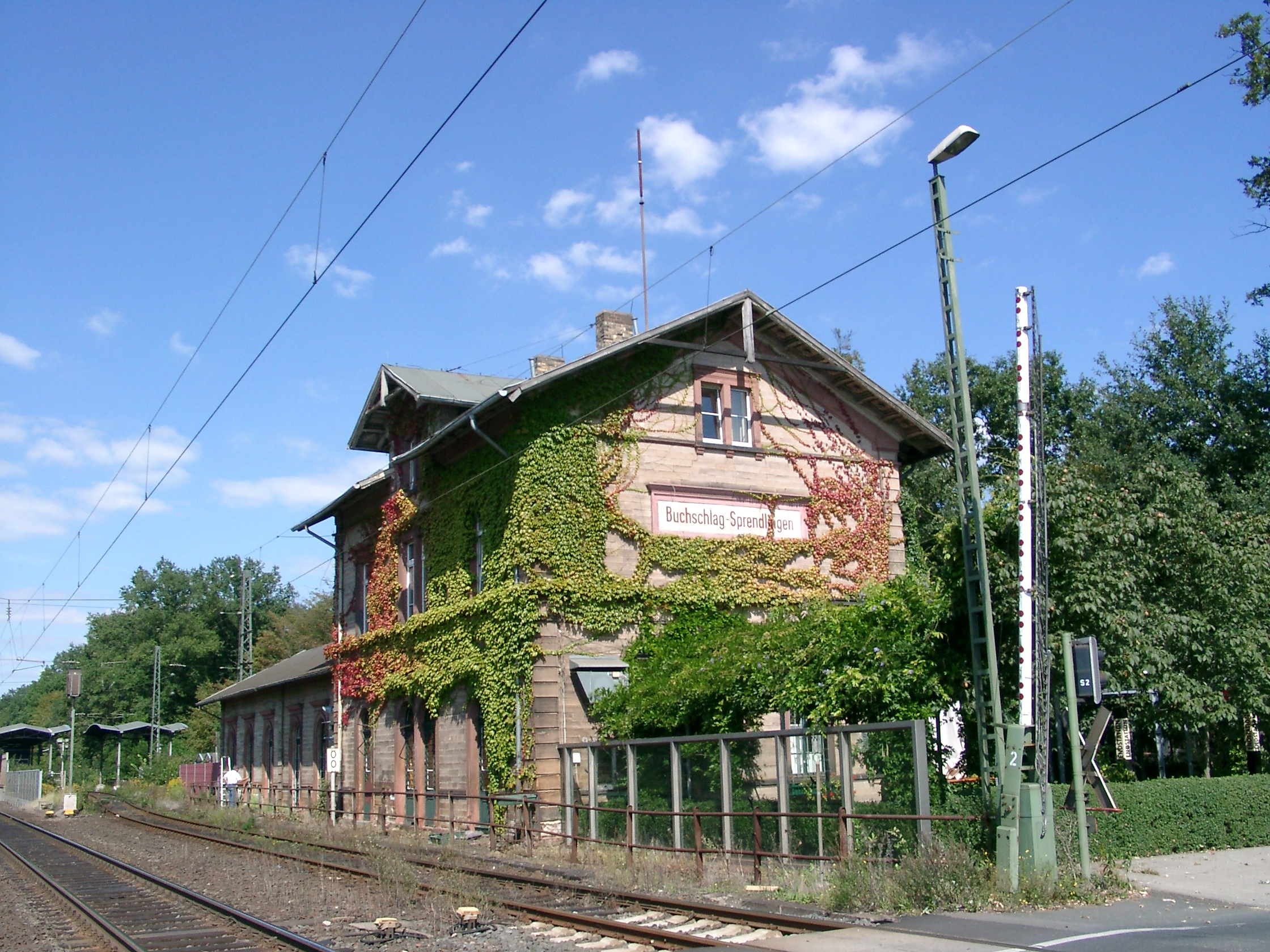
Station Dreieich-Buchschlag
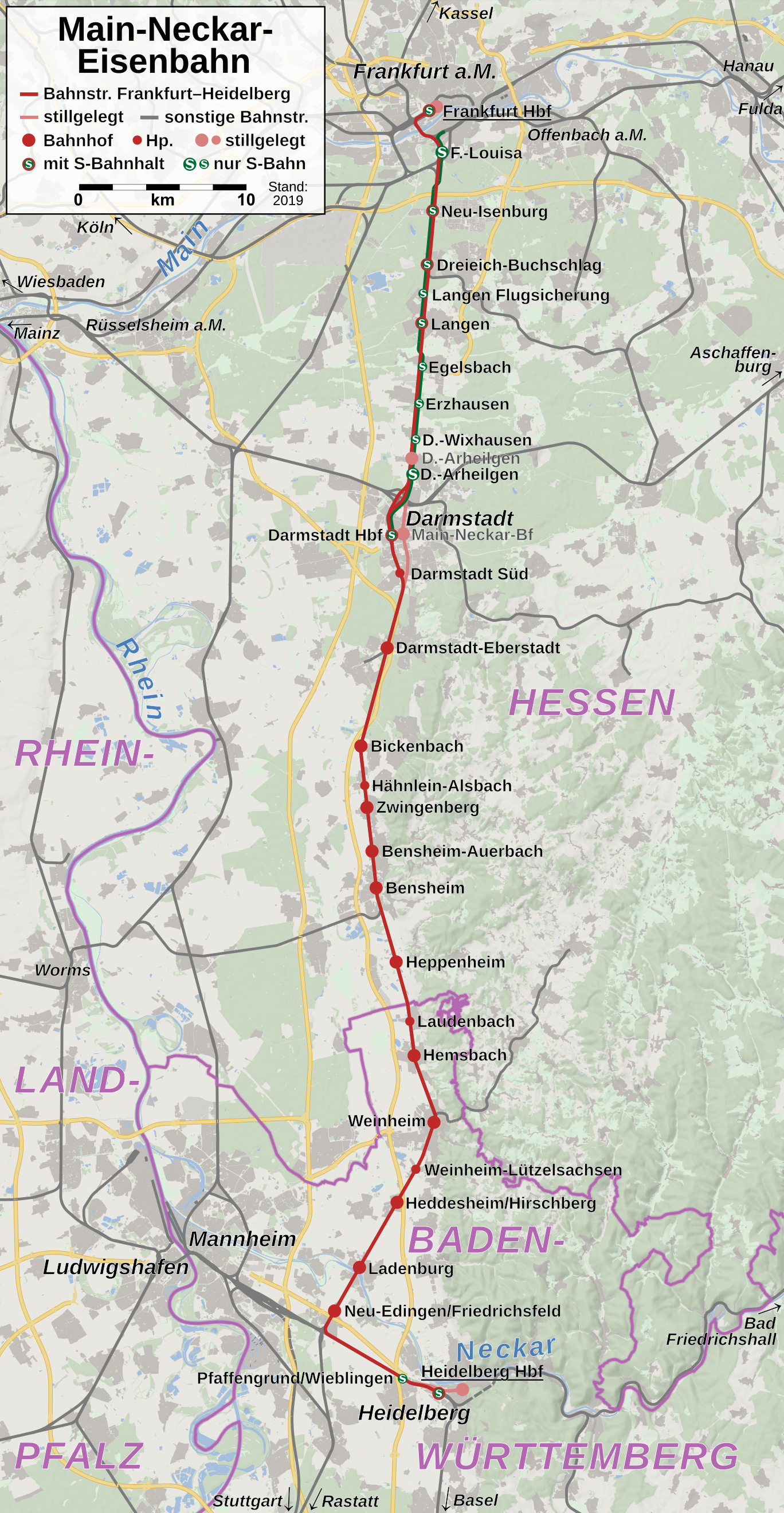
Traject spoorlijn Frankfurt-Heidelberg

Direct ten oosten van Sprendlingen loopt, in noord-zuidrichting, de Autobahn A 661. Afrit 19 Dreieich van deze autosnelweg bevindt zich direct ten noordoosten van Sprendlingen. Zuidelijk langs Offenthal loopt de Bundesstraße 486.
Dreieich-Buchschlag heeft een station (direct ten westen van het dorp) aan spoorlijnen naar o.a. het 11 km in noordelijke richting gelegen Frankfurt Hbf, zie: Spoorlijn Frankfurt - Heidelberg, en is verder een stopplaats aan lijn S6 van de S-Bahn van Frankfurt. Een kleine, 15 km lange, in 1905 geopende, lokaalspoorlijn verbindt station Dreieich-Buchschlag via de vier andere Dreieicher stadsdelen, elk met een station, met station Rödermark-Ober Roden te Rödermark. Dit eindstation in Rödermark heeft een overstapmogelijkheid op lijn S1 van de S-Bahn van Frankfurt.
Een snelbus verzorgt een verbinding tussen Sprendlingen en de Luchthaven van Frankfurt. Deze ligt hemelsbreed slechts 7 tot 11 km ten westen van Sprendlingen.

## Economie
De gemeente heeft in hoge mate het karakter van een voorstad van Frankfurt am Main. Onder andere bij Sprendlingen liggen bedrijventerreinen, maar die worden voornamelijk gebruikt door ondernemingen, die als lokaal midden- en kleinbedrijf kunnen worden beschouwd. 

## Geschiedenis

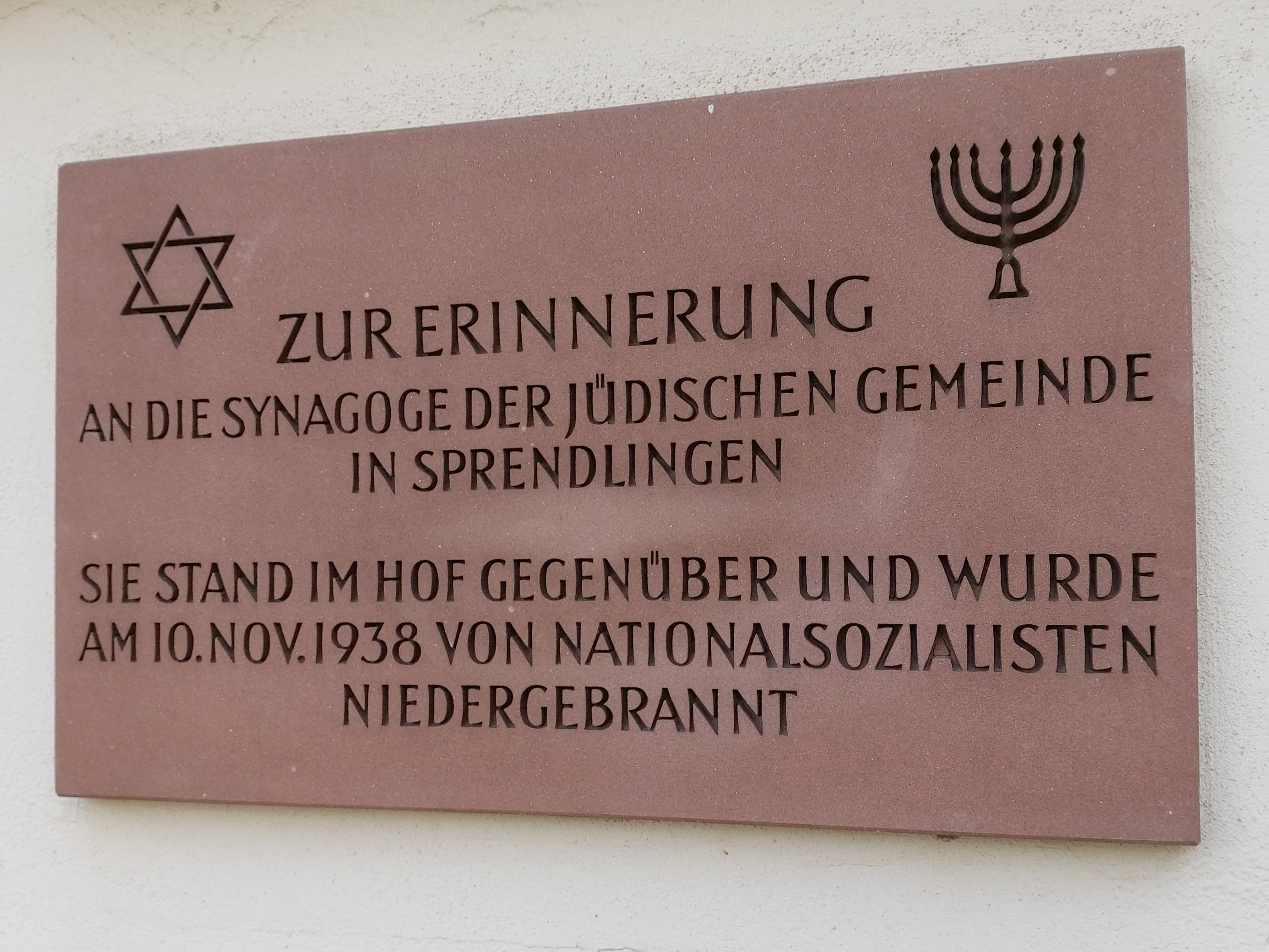
Gedenkplaquette Kristallnacht en jodenvervolging

De gemeente is genoemd naar een groot jachtdomein en productiebos, Forst Dreieich. Dit gebied werd in de middeleeuwen bestuurd door de rijkslandvoogden  en heren van de Heerlijkheid Münzenberg en later die van het Graafschap Hanau-Münzenberg. Dit gebied, met daarin Kasteel Hayn, was vanaf de 10e eeuw een Ottoons koningsgoed. Vanaf 1486 behoorde het gebied grotendeels tot het Graafschap Isenburg.
Buchschlag werd bekend, doordat er rond 1902 een wijk met 93 voorname villa's werd gebouwd, die, vanwege de als geslaagd beschouwde architectuur, in zijn geheel onder monumentenzorg staat.
Sprendlingen en Dreieichenhain zijn oude stadjes. Sprendlingen wordt reeds in 834 in een document vermeld. Sprendlingen werd pas in 1947 officieel een stad.
Dreieichenhain, ontstaan rondom een Hayn genoemd kasteel, verkreeg stadsrecht in of vóór 1256.
Götzenhain was een sinds ongeveer 1200 omwald keukendorp. Dat hield in, dat door boeren en tuinders in Götzenhain granen, groenten, kruiden e.d. verbouwd werden, die in Kasteel Hayn in de maaltijden werden verwerkt.
Vanaf de eerste helft van de 9e eeuw tot 1530 was Ovendan (Offenthal) een klein bedevaartsoord met een aan Maria gewijd bedevaartskerkje.
Voor de gehele huidige gemeente waren de 16e en 17e eeuw tijden van politieke en religieuze onrust, oorlog, pestepidemieën en andere ellende. Vooral de Dertigjarige Oorlog (1618-1648) was een dieptepunt in de geschiedenis van het huidige Dreieich. Erasmus Alberus, een leerling en vriend van Maarten Luther, was van 1527 tot 1538 in Sprendlingen actief. Mede op zijn initiatief ging de bevolking van de streek massaal tot het protestantisme over. De belangrijkste kerk van Sprendlingen is naar hem genoemd. Tot op de huidige dag zijn alle in dit artikel genoemde kerkgebouwen evangelisch-luthers, tenzij anders vermeld.
Tot in de 19e eeuw was er bij Offenthal een steengroeve. Veel mannen uit dit dorp werkten vanaf die tijd in de groeiende stad Frankfurt am Main als metselaar.
In 1871 verkreeg stadsdeel Buchschlag een spoorwegverbinding met o.a. Frankfurt am Main.
Ten tijde van Nazi-Duitsland, in de periode vanaf de Kristallnacht van november 1938 tot het eind van de Tweede Wereldoorlog werden ook hier de Joden slachtoffer van onmenselijke vervolgingen, uitmondend in de dood in de vernietigingskampen. Te hunner gedachtenis is na de oorlog een gedenkplaquette geplaatst.

## Bezienswaardigheden, toerisme, evenementen
- Schilderachtige oude huizen, waarvan vele in vakwerkbouw in alle vijf de stadsdelen
  - Vooral de binnenstad van Dreieichenhain is pittoresk.
  - In Dreieichenhain staat het uit circa 1460 daterende Ludwig-Erk-Haus. De zang- en muziekleraar  Ludwig Erk , een van de samenstellers van de  bundel Deutscher Liederhort en van andere volksliedjesbundels,  woonde er van 1813 tot 1820. In de late middeleeuwen was het een zogenaamd Frühmesserhaus. Hier woonde een rooms-katholieke priester, die belast was met het dagelijks opdragen van de vroegmis. Vanaf 1560 werd in het huis een lutherse school ondergebracht.
  - Kasteel Hayn (11e-13e eeuw) , met o.a. een uit 1718 daterende, barokke slotkerk, is grotendeels een ruïne; in een bijgebouw van het kasteel is het streekmuseum van Dreieichenhain gevestigd.
- Het voormalige stadhuis van Sprendlingen (1910), is een schilderachtig gebouw, dat ouder aandoet.
- De Erasmus Alberuskerk of Stadskerk van Sprendlingen werd in 1718 gebouwd op de ruïnes van een oudere, aan Sint Laurentius gewijde kerk.
- Folkloristisch dansfeest te Sprendlingen Hooschebaa-Fest, jaarlijks in de zomer, rondom de Hooschebaa-fontein midden in de stad, die een kleine stadsjongen voorstelt; Hooschebaa (gewoon Duits: Hosenbein), betekent: broekspijp.
- De uit 1776 daterende dorpskerk te Götzenhain
- Dichtbij Götzenhain staat kasteel Phillipseich, met eigen slotkerk. Het dateert van kort vóór 1800, is privé bewoond en niet voor bezichtiging geopend.
- Op landgoed Neuhof te Götzenhain bevindt zich een golfbaan met 27 holes.
- De uit circa 1400 daterende, gotische, dorpskerk te Offenthal
- Op een heuveltop staat het kunstwerk „Auf der Hub“ . Het bestaat uit 450 rechtopstaande boomstammen van verschillende lengte, gerangschikt in de vorm van een piramide. Het wordt in het midden door een wandelpad doorsneden. Bij goed weer heeft men vanaf hier een weids uitzicht over het dal van de Main, en kan de gehele stad Frankfurt zien liggen. De officiële Duitse naam van het kunstwerk is Stangenpyramide.
- In en om de gemeente is veel natuurschoon, vooral bos, te vinden, met de nodige mogelijkheden voor wandel- en fietstochten. Enkele beekdalen in de gemeente zijn natuurreservaat.
- Slechts op 6 km (westwaarts) vanuit Buchschlag staat het zeppelin-museum te Zeppelinheim, een stadsdeel van Neu-Isenburg.

## Afbeeldingen

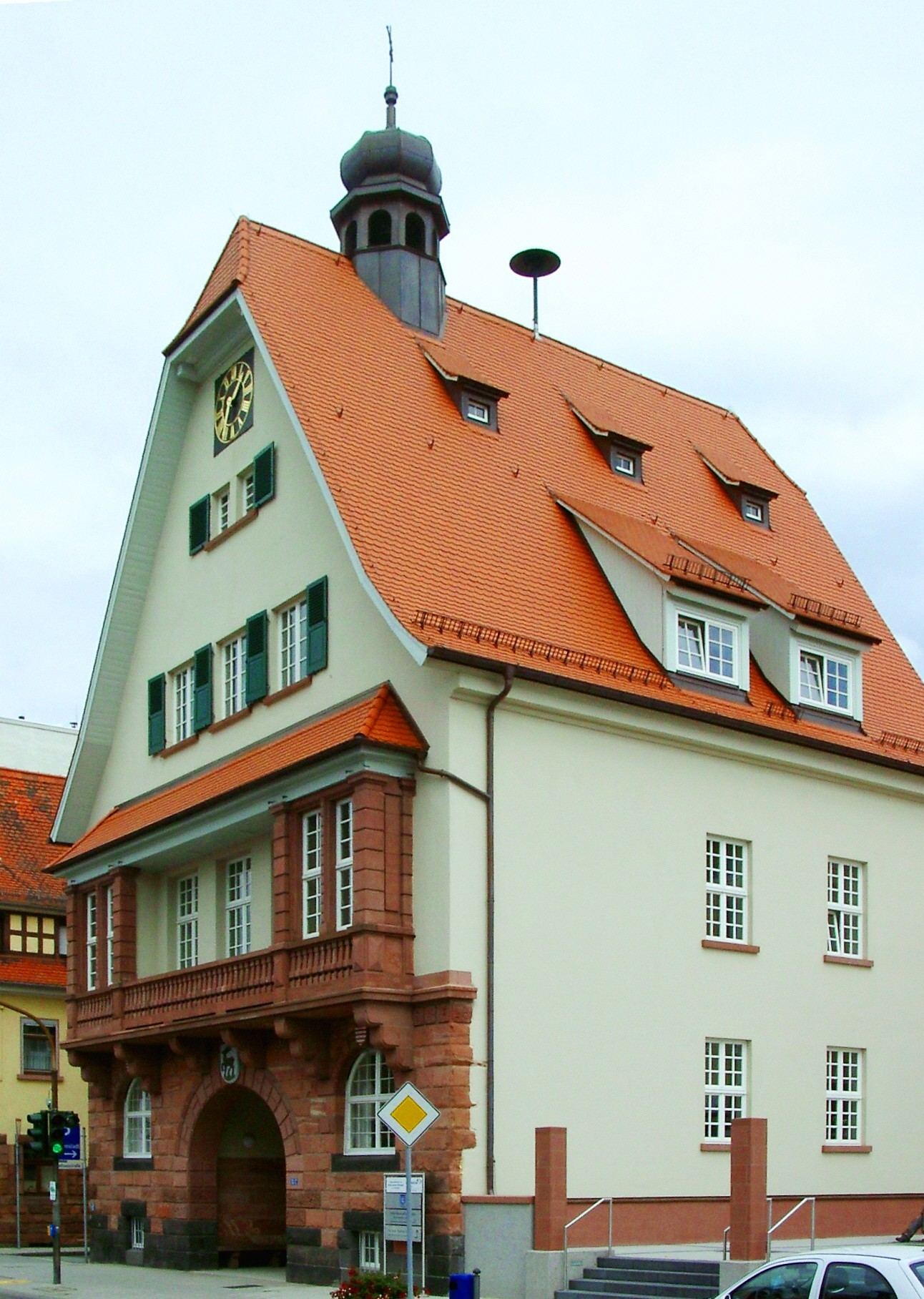
Voormalig stadhuis, Sprendlingen
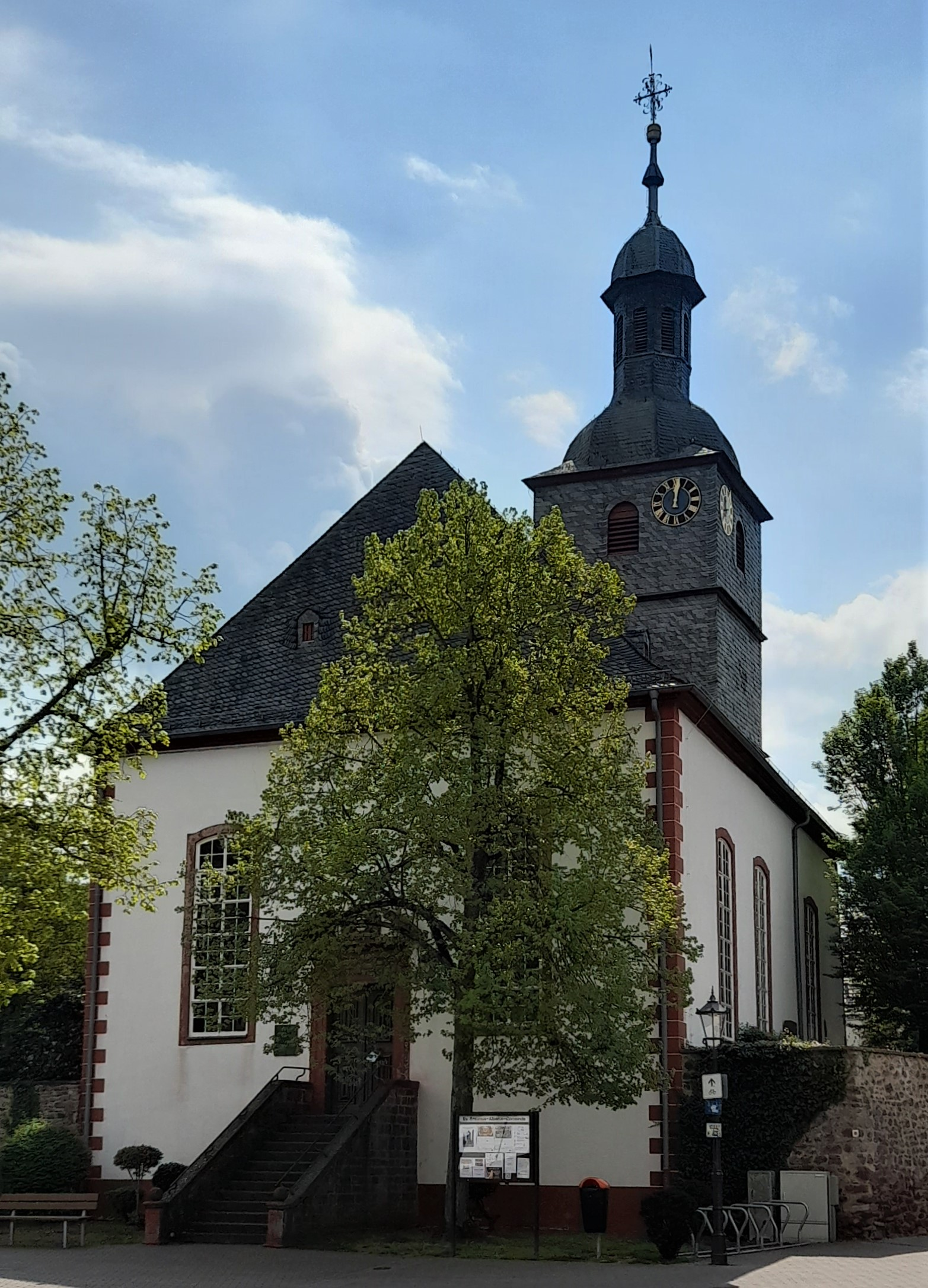
Erasmus-Alberuskerk, Sprendlingen
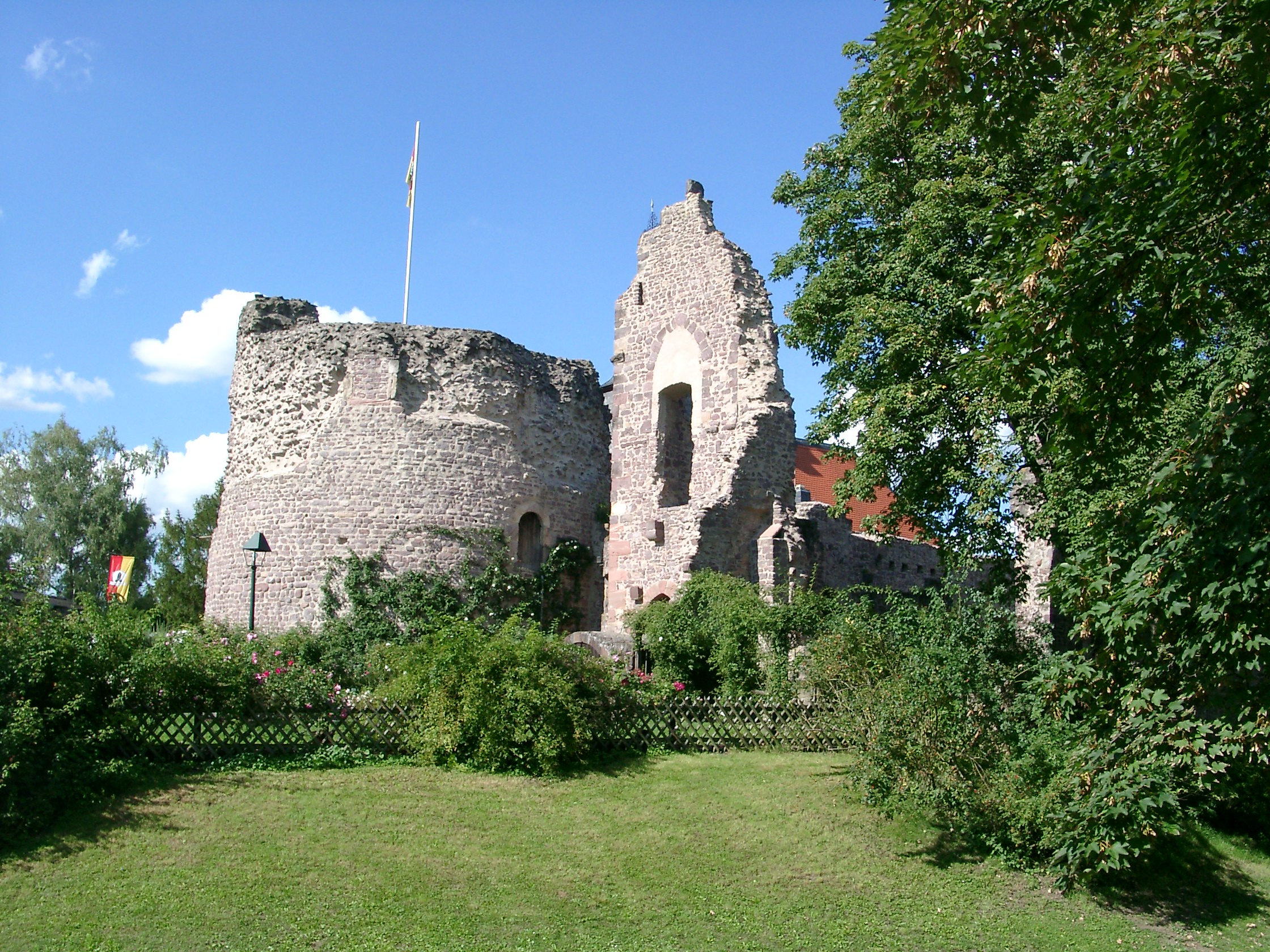
Dreieichenhain, ruïne Burg Hayn
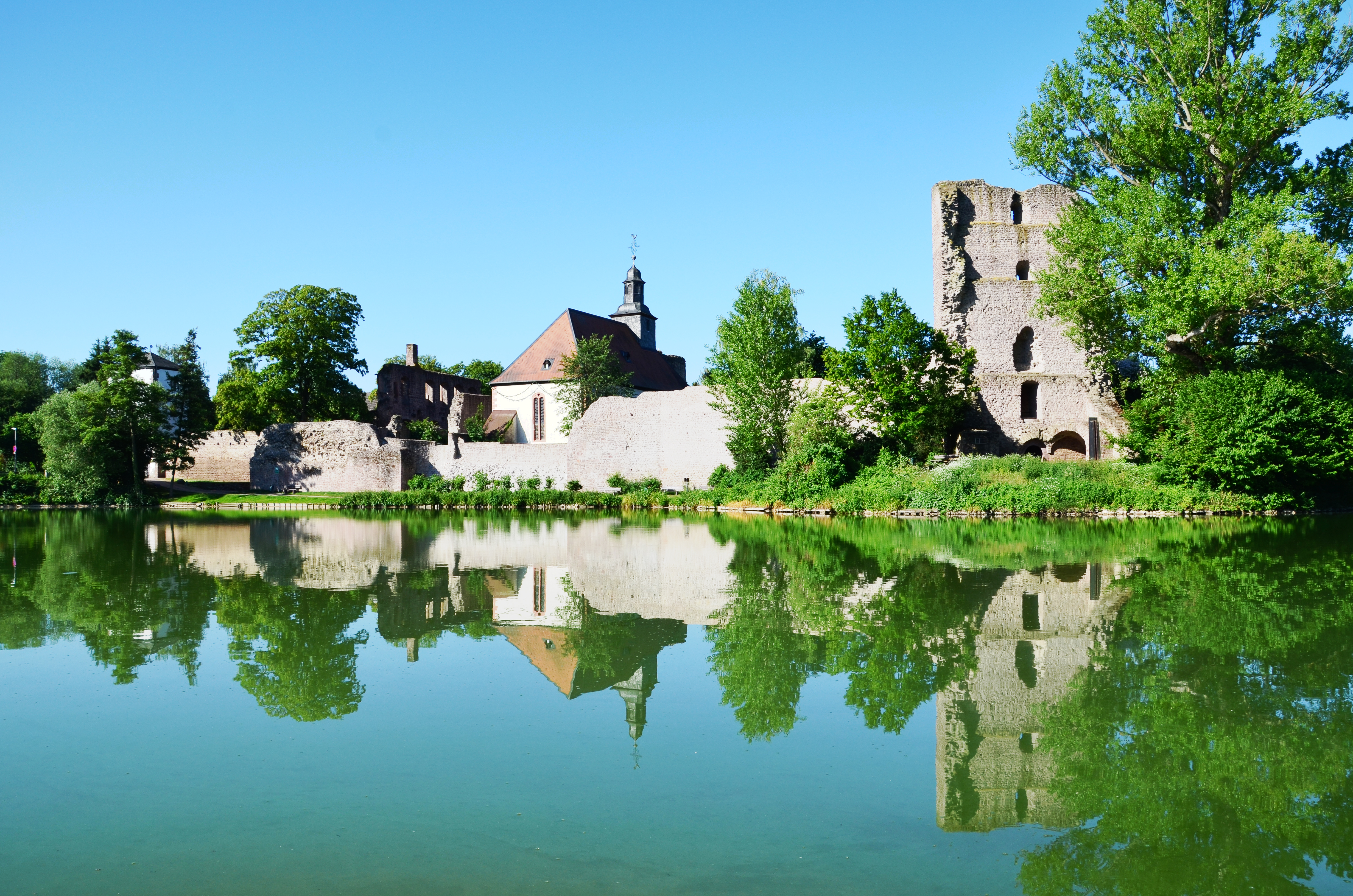
Vijver en kerk bij deze ruïne
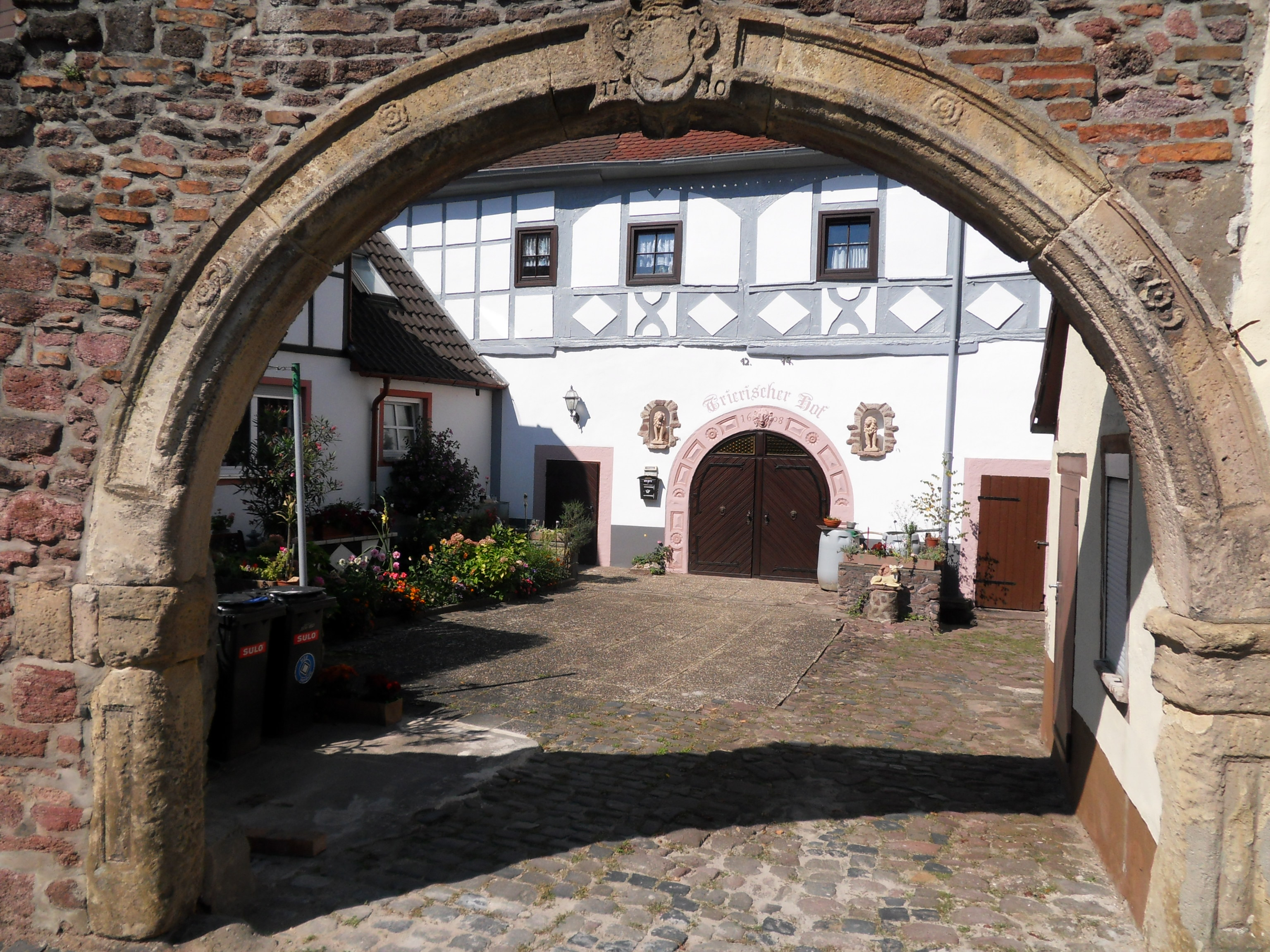
Voormalige boerderij Trierer Hof  in Dreieichenhain
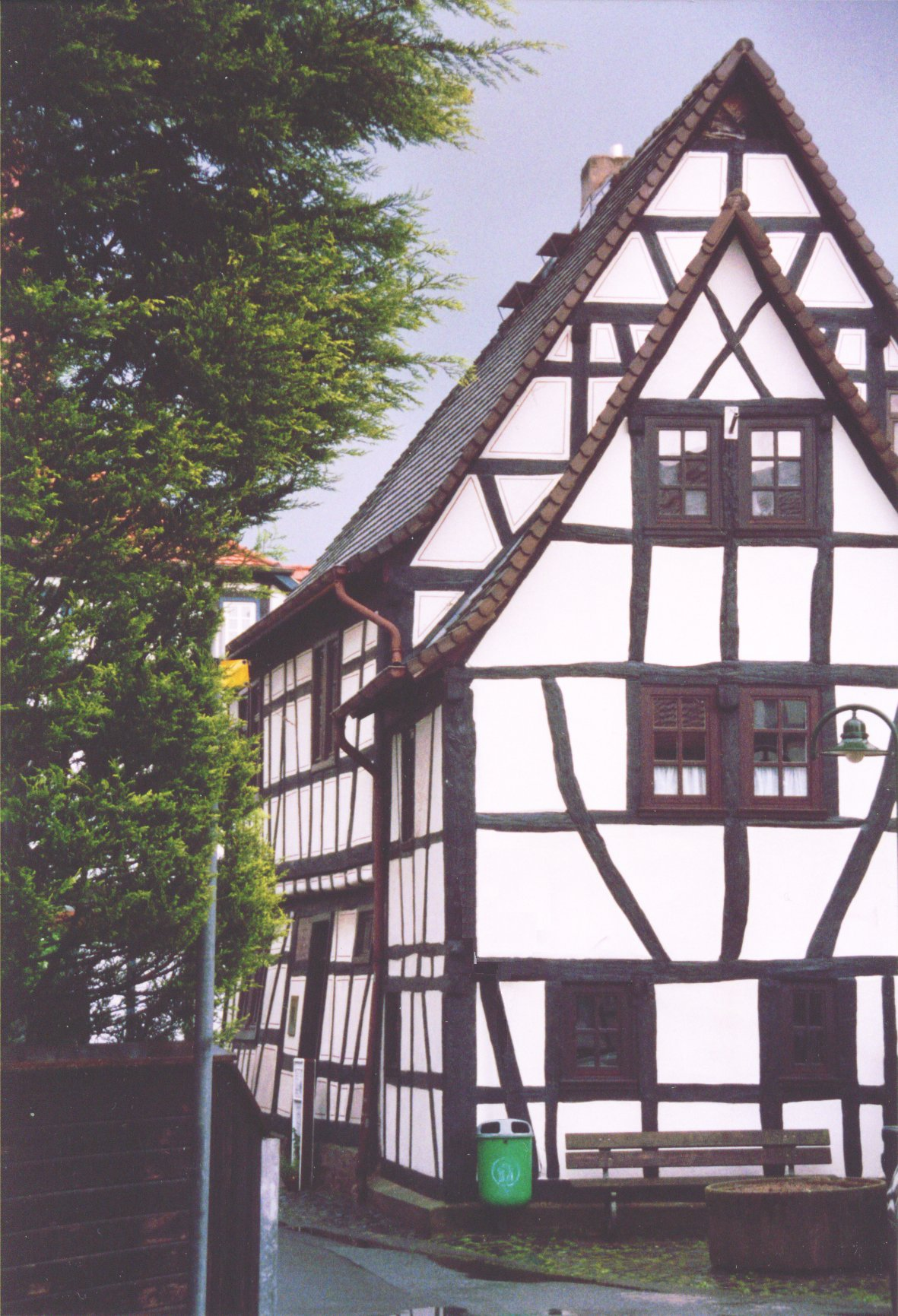
Ludwig Erk Haus, Dreieichenhain
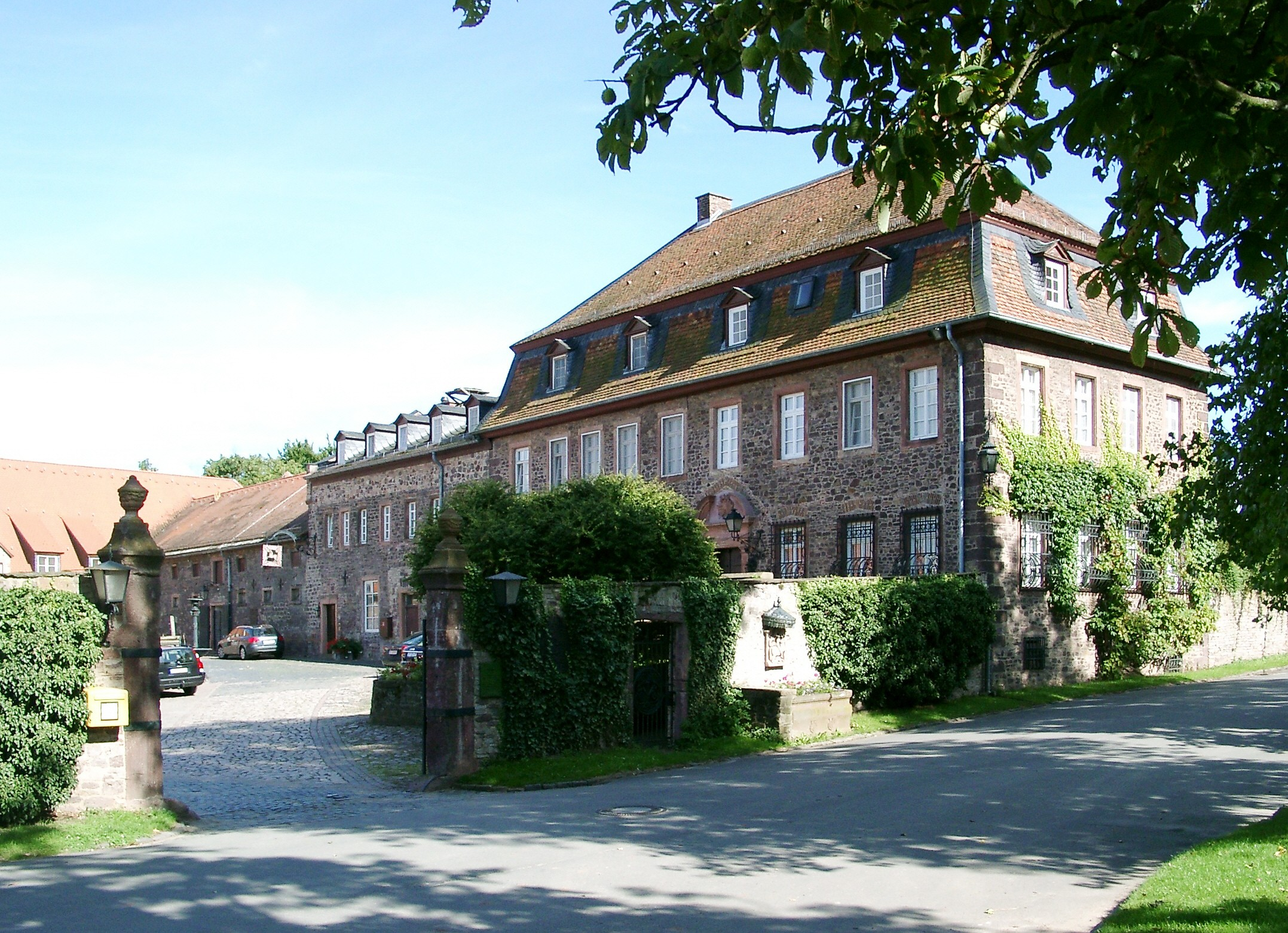
Landhuis op Hofgut Neuhof bij Götzenhain (hotel-restaurant)
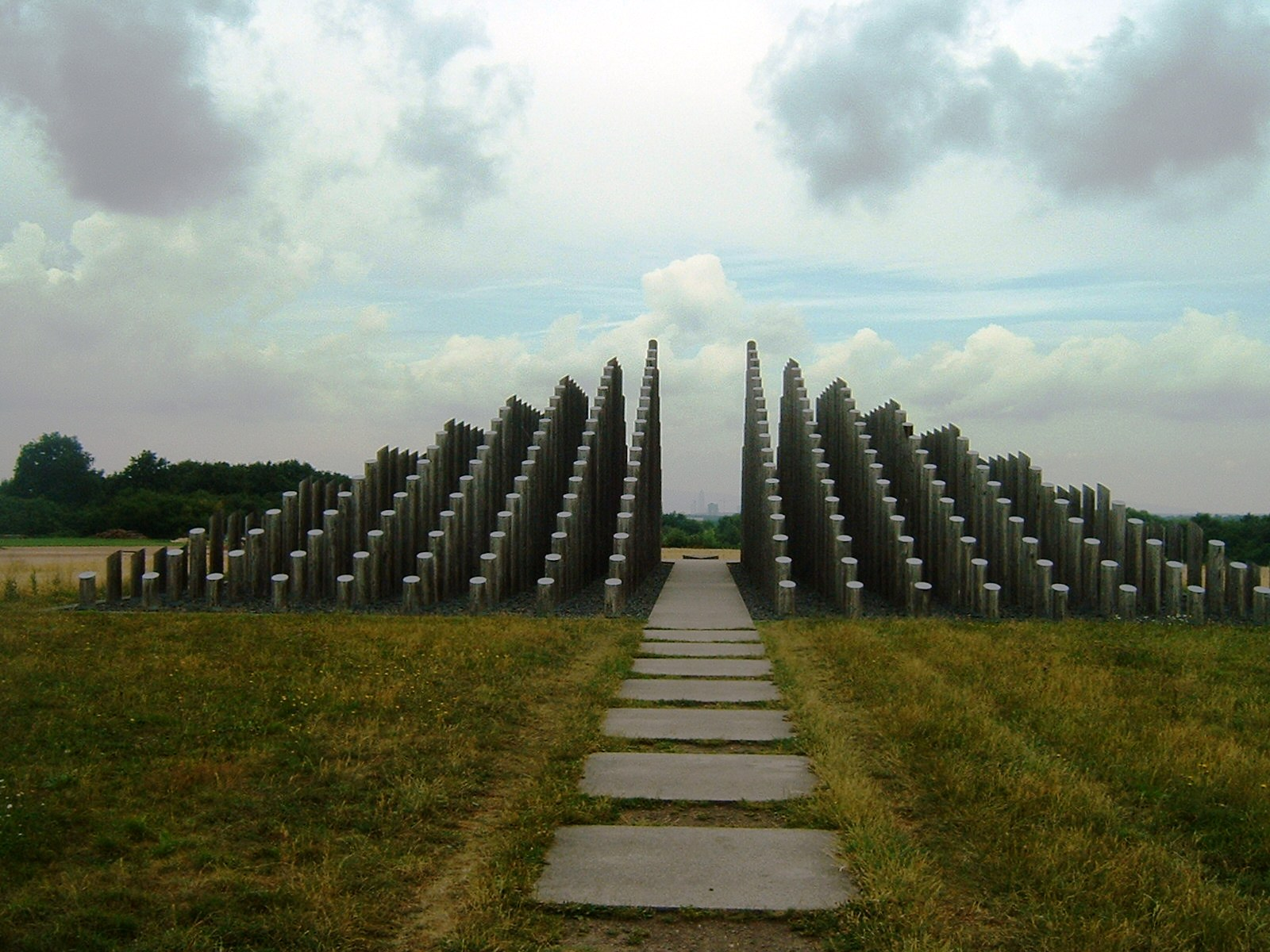
Stangenpyramide
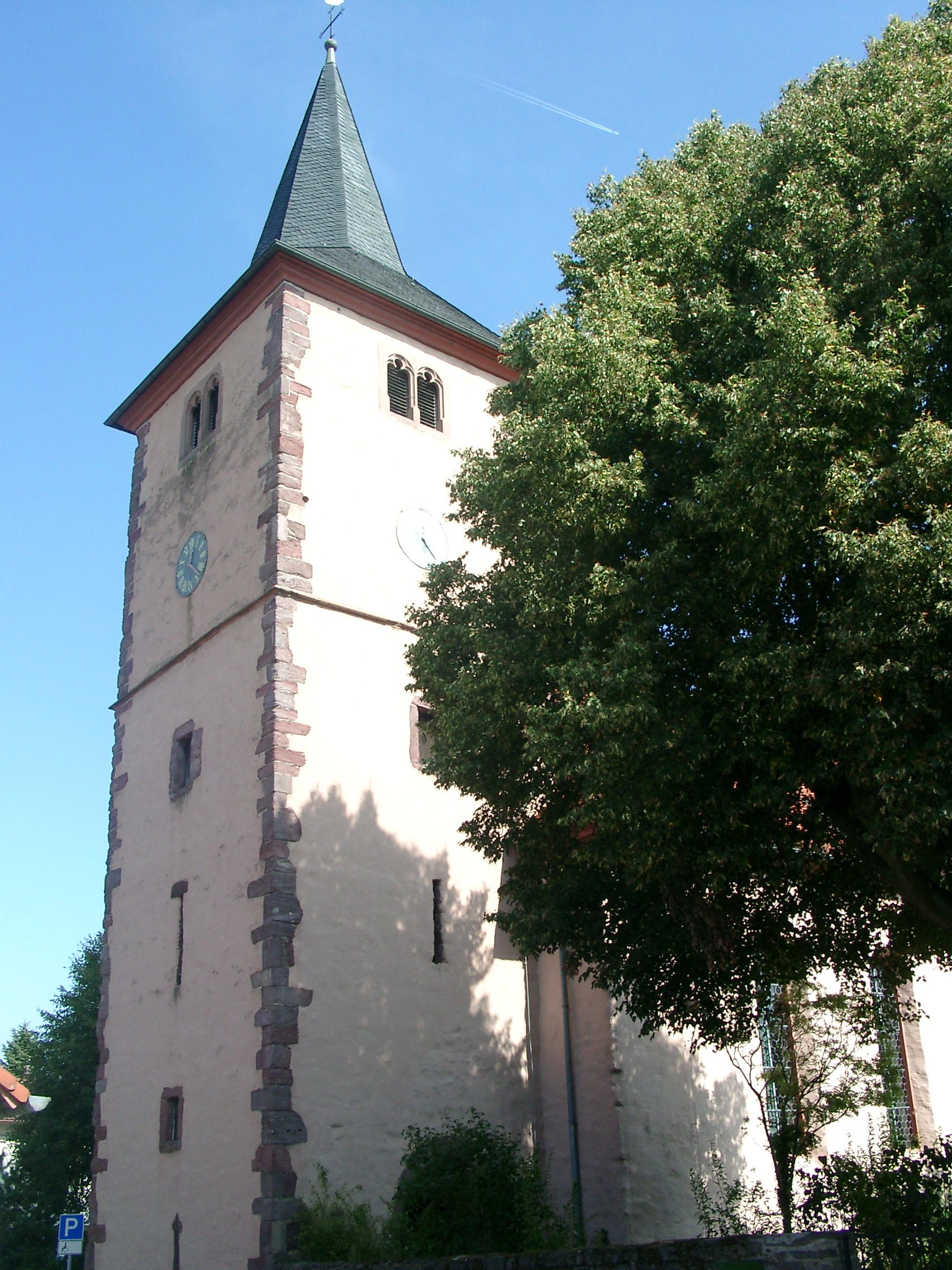
Kerk van Offenthal
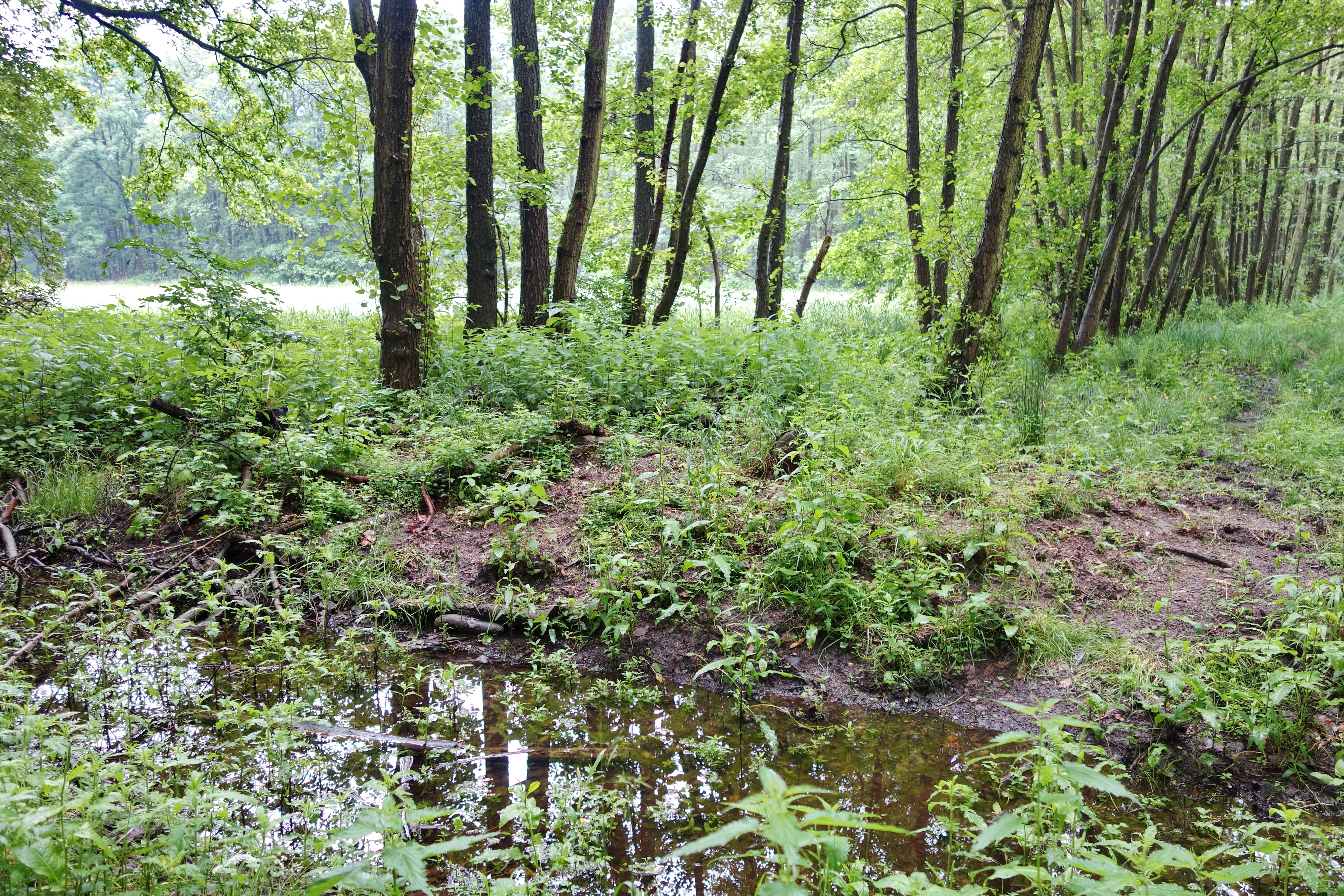
Natuurreservaat Luderbachaue

## Partnergemeentes
Dreieich is de zusterstad van Oisterwijk in Noord-Brabant vanaf 1972 en van Bleiswijk in Zuid-Holland vanaf 1974. Andere partnergemeentes zijn Montier-en-Der en Joinville, beide in Frankrijk, en Stafford (Staffordshire) in Engeland.

## Belangrijke personen in relatie tot de gemeente
- Horst Ludwig Störmer (Frankfurt am Main, 6 april 1949), natuurkundige, in 1998 Nobelprijswinnaar, woonde als kind enkele jaren in Sprendlingen